# دوخوفشچینا
شهر دوخوفشچینا (به روسی: Духовщина) در کشور روسیه و در اوبلاست اسمالنسک واقع شده‌است.